# Ives Velser
Ives Velser (15 februari 1972) is een Belgisch voormalig voetballer die speelde als middenvelder.

## Carrière
Velser speelde voor KRC Genk, KFC Heultje, KVO Aarschot, KFC Diest en Lanaken VV.